# Crocidura raineyi
Crocidura raineyi es una especie de musaraña (mamífero placentario de la familia Soricidae).

## Distribución geográfica
Es endémica de Kenia.

## Estado de conservación
Se encuentra amenazada por el pastorado excesivo que acontece en su hábitat.